# The Bad Guy
The Bad Guy è una serie televisiva italiana, diretta da Giancarlo Fontana e Giuseppe G. Stasi e distribuita su Prime Video dall'8 dicembre 2022.

## Trama
Nino Scotellaro, magistrato dal carattere burbero, fortemente attivo nella lotta alla mafia, da anni tenta di catturare il boss latitante Mariano Suro, responsabile di oltre 200 omicidi.
Nella vita ha un rapporto conflittuale sia con sua moglie Luvi, avvocatessa di successo e figlia di un noto giudice ucciso da Cosa nostra una ventina di anni prima, sia con sua sorella Leonarda, carabiniera raccomandata da lui stesso per entrare nelle forze dell'ordine, ma molto capace e propositiva.
La sua vita cambia improvvisamente quando viene (ingiustamente come si scoprirà poi) accusato e successivamente condannato a quindici anni di reclusione per essere colluso con Cosa nostra nonché con Suro stesso.
Cinque anni dopo, ottenuto il regime di semilibertà, un furgone della Polizia Penitenziaria scorta Scotellaro e altri detenuti nell'Italia continentale attraversando un distopico ponte sullo stretto di Messina, il quale cede di schianto, facendo cadere tutti i veicoli in mare.
Nino, creduto morto, riesce invece ad uscire dalla camionetta e risalire in superficie, unendosi in seguito al clan mafioso dei Tracina, storici rivali dei Suro, nel tentativo di ottenere così la sua personale vendetta.

## Episodi
| Stagione         | Episodi | Pubblicazione Italia |
| ---------------- | ------- | -------------------- |
| Prima stagione   | 6       | 2022                 |
| Seconda stagione | 6       | 2024                 |

## Personaggi e interpreti

### Personaggi principali
- Nino Scotellaro / Balduccio Remora (stagioni 1-in corso), interpretato da Luigi Lo Cascio. È un sostituto procuratore fortemente attivo nella lotta a Cosa Nostra. Non aiutato dal suo carattere irascibile e fortemente egocentrico, verrà abbandonato dalla sua squadra per poi essere accusato di collusione. Evaso in seguito ad un incidente sul ponte sullo Stretto e creduto morto, assumerà poi l'identità di Balduccio Remora, cugino dei Tracina tornato dal Perù, per uccidere Mariano Suro, la sua nemesi che gli ha portato via la sua vita e la sua carriera.
- Luvi Bray (stagioni 1-2), interpretata da Claudia Pandolfi. Moglie di Nino, è un avvocato di successo. Ciononostante, fallirà nel tentativo di fare assolvere l'innocente marito dalle accuse di collusione col boss Mariano Suro e per questo abbandonerà la professione per diverso tempo.
- Salvatore Tracina (stagione 1), interpretato da Vincenzo Pirrotta. Ex capoclan, è divenuto un pentito in seguito al suo arresto da parte di Scotellaro e si è rifugiato sotto falso nome a Cupoli, in Abruzzo. Nino lo raggiungerà dopo l'evasione per unirsi al suo clan, storicamente rivale dei Suro.
- Leonarda Scotellaro (stagioni 1-in corso), interpretata da Selene Caramazza. Sorella di Nino, è entrata nei carabinieri raccomandata dal fratello stesso. Ciononostante, si rivela talentuosa nonché piena di entusiasmo e inflessibilità nel suo lavoro. Sarà lei a consegnare alle autorità le intercettazioni che faranno sospettare il fratello. Ha una relazione complicata con Katerina.
- Teresa Suro (stagioni 1-in corso), interpretata da Giulia Maenza. Figlia di Mariano Suro, è stata data in moglie a Vincenzuccio Tracina (figlio di Salvatore Tracina) in segno di pacificazione tra le due famiglie mafiose. Dal matrimonio nascerà il figlio Mariano Suro Tracina.
- Mariano Suro (stagioni 1-in corso), interpretato da Antonio Catania. È il capo dei capi di Cosa Nostra. assassino di Paolo Bray, suocero di Nino. Responsabile di 200 omicidi, 28 ergastoli a carico, è chiamato "lo Squalo Bianco", cambia residenza continuamente, soffre di insufficienza renale grave ed ha altri problemi di salute. Il superlatitante è la vera e propria nemesi e ossessione di Nino Scotellaro / Balduccio Remora.
- Cataldo Silvio Maria Palamita (stagione 1-in corso), interpretato da Fabrizio Ferracane, è il braccio destro di Mariano Suro.
- Vincenzuccio Tracina (stagione 1), interpretato da Ivano Calafato. Figlio di Salvatore, dopo che il padre diventa un pentito egli assume il comando della famiglia Tracina e si sposa con l'ultimogenita di Mariano Suro, Teresa.
- Matteo Boccanera (stagione 1-in corso), interpretato da Alessandro Lui. Ex stagista innamorato di Luvi Bray, ora è un avvocato con uno studio improvvisato in un garage. Convincerà Luvi a collaborare con lui. Sarà poi chiamato a difendere Palamita e altri alleati di Balduccio Remora e a condurre la nuova trattativa Stato-mafia.
- Gianfranco Costardello (stagione 1-2), interpretato da Antonio Zavatteri. È il colonnello dei ROS dei Carabinieri nonché superiore di Leonarda Scotellaro.
- Nicola Pizzilli (stagione 1-in corso), interpretato da Francesco Zenzola. È un collega di Leonarda nei ROS che si troverà coinvolto nell'evasione di Cataldo Palamita.
- Ernesto Lanzardo (stagione 1-in corso), interpretato da Enrico Lo Verso. Ex collega di Nino.
- Domenico Cuore (stagione 1, ospite stagione 2), interpretato da Vittorio Magazzù. È uno degli uomini di Salvatore Tracina nonché informatore di Leonarda Scotellaro.
- Lumumba / Mario (stagione 1-in corso), interpretato da Souleymane Seye Ndiaye. È un uomo fidato di Salvatore Tracina prima e di Balduccio Remora poi.
- Emanuele Grongo (stagione 1-in corso), interpretato da Ivan Giambirtone. Ex collega di Nino.
- Giuseppe Perchia, detto U' Siccu (stagione 1-in corso) interpretato da Mimmo Mignemi. È uno dei più fidati uomini del clan dei Tracina che poi si allea con Balduccio.
- Giusy Corifena, interpretata da Guia Jelo (stagione 1-2). Ex collega e superiore di Nino, si ritirerà dalla sua carica dopo aver scoperto di essere affetta dalla malattia di Alzheimer.
- Francesco Maria Marmora (ospite stagione 1, stagione 2), interpretato da Bebo Storti. È il ministro della Giustizia che Luvi Bray ha fatto assolvere e si scopre essere un colluso.
- Stefano Testanuda (stagione 2), interpretato da Stefano Accorsi. È un agente dei servizi segreti dai metodi drastici.
- Calogero Andrea Fasulo (stagione 2), interpretato da Aldo Baglio. È il braccio armato del boss Suro.
- Ferruccio Zigrino (stagione 2), interpretato da Gianfelice Imparato. È il generale dei ROS coinvolto nella trattativa Stato-Mafia.
- Annabella Lemargo (stagione 2), interpretata da Carolina Crescentini. Psicologa esperta in traumi, inviata al ROS per supporto psicologico.

### Personaggi secondari
- Mirko Carlini (stagione 1), interpretato da Vincenzo Alfieri. È l'attore che interpreta Nino Scotellaro nello sceneggiato dedicato al suocero, Il magistrato buono.
- Paolo Bray (stagione 1), interpretato da Marco Marelli. È l'attore che interpreta il padre di Luvi.
- Luvi Bray (stagione 1), interpretata da Antonella Liuzzi. È l'attrice che interpreta la figlia di Bray ne Il magistrato buono.
- Priscilla Suro (stagione 1-2), interpretata da Barbara Tabita. Farmacista, primogenita di Suro, è una delle poche sopravvissute dell'agguato alla festa di battesimo di Marianuccio, di cui poi si prenderà cura al posto della madre.
- Marito di Priscilla Suro (stagione 1-2), interpretato da Maurizio Nicolosi.
- Katerina  (stagione 1), interpretata da Anastasia Doaga. È l'amante di Leonarda.
- Francesco Zerro (stagione 1), interpretato da Claudio Ciria. È uno degli affiliati al clan Tracina.
- Manfredi Zerro (stagione 1), interpretato da Alessio Ciria. È uno degli affiliati al clan Tracina.
- Moglie di Nicola (stagione 1), interpretata da Nicoletta Carbonara.
- Arturo (stagione 1), interpretato da Dario Battaglia.
- Luigi (stagione 1), interpretato da Andrea Trovato.
- Amleto (stagione 1), interpretato da Gabriele Cicirello.
- Natalia (stagione 1), interpretata da Aurora Quattrocchi. È una delle invitate al battesimo del piccolo Mariano.
- Biagio Sigano (stagione 1), interpretato da Paolo Macedonio. Ex contrabbandiere di armi soprannominato "Gaza", è diventato uno chef noto come "Gambero Rosso".
- Cameriere della Fattoria (stagione 1), interpretato da Federico Parlanti. Uno dei ragazzi con sindrome di Down che lavora per Sigano, è in realtà in combutta con Suro.
- Ercole Pagro (stagione 1), interpretato da Marco Ripoldi. È un ingegnere incaricato del progetto di ricostruzione del ponte sullo stretto di Messina.
- Signora Pagro (stagione 1), interpretata da Désirée Giorgetti. È la moglie dell'ingegner Pagro, una donna radical chic annoiata e dedita all'alcool.
- Sofia Pagro (stagione 1), interpretata da Emma Trovarelli. È la figlia dell'ingegner Pagro, viziata e bizzosa.
- Santino Cavalcanti (stagione 1), interpretato da Alfio Sorbello. È un cliente di Bray e Boccanera.
- Signor Casà (stagione 1), interpretato da Renato Zappalà. È un cliente di Bray e Boccanera.
- Mimì Starnace, interpretato da Simone Bonelli (stagione 1). È un muratore esperto di rifugi segreti che verrà sequestrato e torchiato da Scotellaro / Remora.
- Egidio Sciarrano (stagione 1-2), interpretato da Toni Pandolfo. È il capomandamento di Cinisi.
- Lillo Donzella (stagione 1-2), interpretato da Natale Russo. È il capomandamento di Bocca di Falco.
- Onofrio Dragonetto (stagione 1), interpretato da Mario Pupella. È il capomandamento di Ciaculli.
- Capodecina di Bocca di Falco (stagione 1-2), interpretato da Giuseppe Lo Piccolo.
- Capodecina di Calatafimi  (stagione 1-2), interpretato da Alfredo Li Bassi.
- Capodecina di Cinisi (stagione 1-2), interpretato da Vincenzo Failla.
- Capodecina di Passo di Rigano (stagione 1-2), interpretato da Dario Tindaro Veca.
- Mina Suro (stagione 2), interpretata da Margareth Madè. Figlia di Suro che si è fatta suora e torna per aiutare la sorella Teresa a ricostituire Cosa Nostra.
- Crocifissa Suro, detta "Crucy" (stagione 2), interpretata da Annandrea Vitrano. Figlia di Suro che torna da Londra per aiutare la sorella Teresa a ricostituire Cosa Nostra.
- Collaboratore di Leonarda (stagione 2), interpretato da Giuseppe G. Stasi.

### Guest star
- Valentina Bendicenti (stagione 1) nel ruolo di se stessa.
- Enrico Mentana (stagione 1) nel ruolo di se stesso.
- Andrea Purgatori (stagione 1) nel ruolo di se stesso.
- Dalila Setti (stagione 1) nel ruolo di se stessa.
- Tess Masazza (stagione 1) nel ruolo di un'animatrice a Wowterworld.
- Colapesce e Dimartino (stagione 1) nel ruolo dei cantanti del jingle di Wowterworld.
- Frank Matano (stagione 1) nel ruolo di un regista teatrale.
- Diletta Parlangeli (stagione 1) nel ruolo di se stessa.
- Alberto Matano (stagione 2) nel ruolo di se stesso.
- Roberto Lipari (stagione 2) nel ruolo del vigile della Polizia Municipale che chiede un selfie con Suro.

## Produzione
La prima stagione della serie, composta da 6 episodi, viene distribuita sulla piattaforma Amazon Prime Video a partire dall'8 dicembre 2022, dopo essere stata presentata in anteprima al quarantesimo Torino Film Festival. La serie viene confermata per una seconda stagione le cui riprese prendono il via a Palermo nell’ottobre del 2023. I sei nuovi episodi vengono distribuiti il 5 dicembre 2024 sempre su Prime Video mentre la prima stagione va in onda in prima visione su Rai 2 dal 30 ottobre 2024 e la seconda dall’8 gennaio 2025.

### Riprese
Gran parte delle riprese si sono tenute a Palermo ma anche a Marsala e Custonaci. Gli interni sono ricostruiti perlopiù in studio a Cinecittà, alcune scene ambientate in carcere e in aula sono state girate alle Carcerette e in Tribunale a Civitavecchia. Gli esterni della casa di Cupoli, in Abruzzo, dove si rifugia il protagonista, sono quelli del casale delle Pietrische, sito etrusco a Manziana. Il paesino in cui si vede Scotellaro scendere dal pullman in realtà non è Cupoli bensì Guadagnolo, frazione di Capranica Prenestina (RM). Le riprese al quartiere generale del clan Tracina si sono tenute al Parco acquatico Atlantica e al Camping Village di Cesenatico.

## Riconoscimenti
- Nastri d'argento - Grandi Serie
  - 2025 – Candidatura alla miglior serie TV - Crime[9]
  - 2025 – Candidatura al miglior attore protagonista a Luigi Lo Cascio
  - 2025 – Candidatura alla miglior attore non protagonista a Antonio Catania
  - 2025 – Candidatura alla miglior attrice non protagonista a Selene Caramazza
- Italian Global Series Festival
  - 2025 – Miglior serie drama[10]
  - 2025 – Miglior attore protagonista in una serie drama a Luigi Lo Cascio
  - 2025 – Candidatura alla miglior sceneggiatura in una serie drama a Ludovica Rampoldi, Davide Serino, Giuseppe Gennaro Stasi, Fortunata Apicella, Giacomo Bendotti, Giordana Mari
  - 2025 – Candidatura alla miglior attrice protagonista in una serie drama a Claudia Pandolfi